# إليازار رودجرز
إليازار رودجرز (بالإنجليزية: Eleazar Rodgers) (22 يناير 1985 بكيب تاون في جنوب أفريقيا - ) هو لاعب كرة قدم جنوب أفريقي في مركز الهجوم. شارك مع منتخب جنوب أفريقيا لكرة القدم. أما مع النوادي، فقد لعب مع أياكس كيب تاون وماميلودي صن داونز وسانتوس.

## روابط خارجية
- إليازار رودجرز على موقع قاعدة بيانات كرة القدم.إي يو (الإنجليزية)
- إليازار رودجرز على موقع ناشيونال فوتبول تيمز (الإنجليزية)
- إليازار رودجرز على موقع Soccerway.com (الإنجليزية)